# Reprezentacja Bułgarii w piłce ręcznej kobiet
Reprezentacja Bułgarii w piłce ręcznej kobiet – narodowy zespół piłkarek ręcznych Bułgarii. Reprezentuje swój kraj w rozgrywkach międzynarodowych.

## Turnieje

### Udział wmistrzostwach świata
| Rok  | Wynik | Źródło |
| ---- | ----- | ------ |
| 1957 | –     |        |
| 1962 | –     |        |
| 1965 | –     |        |
| 1971 | –     |        |
| 1973 | –     |        |
| 1975 | –     |        |
| 1978 | –     |        |
| 1982 | 10.   |        |
| 1986 | –     |        |
| 1990 | 12.   |        |
| 1993 | –     |        |
| 1995 | –     |        |
| 1997 | –     |        |
| 1999 | –     |        |
| 2001 | –     |        |
| 2003 | –     |        |
| 2005 | –     |        |
| 2007 | –     |        |
| 2009 | –     |        |
| 2011 | –     |        |
| 2013 | –     |        |
| 2015 | –     |        |